# 1104년

## 연호
- 북송(北宋) 숭녕(崇寧) 3년
- 요(遼) 건통(乾統) 4년
- 일본(日本) 고와(康和) 6년 / 조지(長治) 원년
- 서하(西夏) 정관(貞觀) 4년
- 리 왕조(李朝) 롱푸응우옌호아(龍符元化) 4년

## 기년
- 고려(高麗) 숙종(肅宗) 9년
- 북송(北宋) 휘종(徽宗) 4년
- 요(遼) 천조제(天祚帝) 4년
- 서하(西夏) 숭종(崇宗) 19년
- 리 왕조(李朝) 인종(仁宗) 33년

## 사건
- 동여진의 추장 영가(盈歌)가 사신을 보내어 내조하였으나 추장이 되면서 고려에 침입하였다.
- 2월, 임간(林幹)이 정주에서 패함.
- 3월, 윤관이 여진정벌을 계획하였지만 역시 이기지 못하고 화약을 체결하고 돌아왔다. 이에 따라 윤관의 주장으로 별무반을 처음 설치하였다. 윤관은 “신이 여진에게 패한 것은 저들은 기병이고, 우리는 보병이므로 대적할 수 없었습니다.”라고 아뢰니 드디어 기병으로 구성된 신기군(神騎軍), 보병으로 구성된 신보군(神步軍)과 승도(僧徒)들로 구성된 항마군(降魔軍) 도합 30만명을 두어 별무반이라 칭하고 여진정벌을 준비하게 하였다.